# Tòa nhà Bảo tàng Quận ở Bydgoszcz
Tòa nhà Bảo tàng Quận ở Bydgoszcz là một tòa nhà lịch sử nằm ở Bydgoszcz, tọa lạc tại Phố Gdanska 4.

## Vị trí
Tòa nhà nằm gần Nhà thờ Poor Clares, bên trong trung tâm thành phố (Śródmieście) Bydgoszcz.

## Lịch sử
Trong lịch sử, tòa nhà được liên kết với bệnh viện và nhà thờ của Chúa Thánh Thần thế kỷ 15. Ban đầu nó chỉ là hai nhà xưởng bằng gỗ, nằm bên ngoài thành phố cổ Bydgoszcz, do đó cản trở sự lây truyền tiềm tàng của các bệnh dịch.
Một tấm biển đề cập đến ngày 1593 vẫn còn hiện diện ở tầng trệt của tòa nhà thực tế: nó xác nhận rằng một bệnh viện làm bằng gạch vẫn còn tọa lạc ở đây vào cuối thế kỷ 16. Năm 1618, một tòa nhà mới đã được dựng lên: tu viện của những người nghèo Clares ở Bydgoszcz. Tu viện này được xây dựng trong 3 năm (1615-1618), gần với Nhà thờ Đức Thánh Linh của người nghèo Clares. Vào thế kỷ 17, với sự mở rộng của tu viện, các tu viện đã được xây dựng, kết nối tu viện với nhà thờ của Poor Clares. Những tu viện này đã bị phá hủy vào cuối thế kỷ 18, khi Bydgoszcz được thông qua dưới quyền của Vương quốc Phổ.
Vào năm 1830-1840, tòa nhà tu viện đã được khôi phục một phần. Theo một ghi chép địa phương được thực hiện vào năm 1760, tu viện của Poor Clares được báo cáo có một lượng hàng hóa khổng lồ: một nhà máy chưng cất (từ năm 1751), chuồng ngựa, nhà huấn luyện viên, nhà máy bia, ao cá và vườn.
Vào tháng 1 năm 1834, chính quyền Phổ tuyên bố thế tục hóa tu viện của Poor Clares, và vào năm 1837, tu viện và nhà thờ trở thành tài sản của thành phố Bydgoszcz.
Các tòa nhà tu viện ban đầu được dự định trở thành một trường học, nhưng cuối cùng một phòng khám thành phố đã được thành lập. Các hội trường được tùy chỉnh lại có thể có sức chứa 28 giường và vào giữa thế kỷ 19, nội thất tòa nhà đã được tân trang lại để phù hợp với nhu cầu mới của bệnh viện. Giữa năm 1861 và 1863, việc tháo dỡ nhà tu hành (và cánh cổng kèm theo) chắc chắn đã tách nhà thờ khỏi tòa nhà tu viện cũ.
Năm 1878, Wilhelm Lincke, cố vấn xây dựng thành phố, đã phê duyệt việc bổ sung một cánh dọc theo đường phố Gdanska, với kiến trúc Phục hưng và phong cách Mannerism, giống như mặt tiền tòa nhà liền kề. Năm 1937, Bệnh viện Thành phố có sức chứa 70 giường và đang tiếp nhận 600 bệnh nhân mỗi năm và vào ngày này, nó đã được chuyển đến một phần khác của thị trấn. Trong giai đoạn 1938-1945, tòa nhà là trụ sở của Văn phòng Phúc lợi Xã hội của Thành phố.
Cơ sở này đã có nhà ở từ ngày 11 tháng 4 năm 1946, Bảo tàng quận của thành phố, sau đó là trụ sở hành chính của bảo tàng Bydgoszcz, được đặt theo tên của Leon Wyczółkowski. Nó hiển thị một bộ sưu tập phong phú các tác phẩm của nghệ sĩ, và một bộ sưu tập các tác phẩm nghệ thuật đương đại có giá trị  trên khắp một số địa điểm trong thành phố.

## Kiến trúc
Tòa nhà là 3 cầu thang và cấu trúc hai cánh. Tòa nhà chính có mái Mansard. Độ cao phía trước hiển thị các điểm lồi và cổng được trang trí bằng các cột. Mỗi cánh và cột của phần nhà xây nhô được gắn trên đỉnh một đầu hồi và được trang trí những trụ bổ tường.

Tòa nhà đã được đăng ký trong Danh sách Di sản Pomeranian (N ° 601230-reg. A / 278), ngày 22 tháng 4 năm 1953 và ngày 12 tháng 5 năm 1993. 

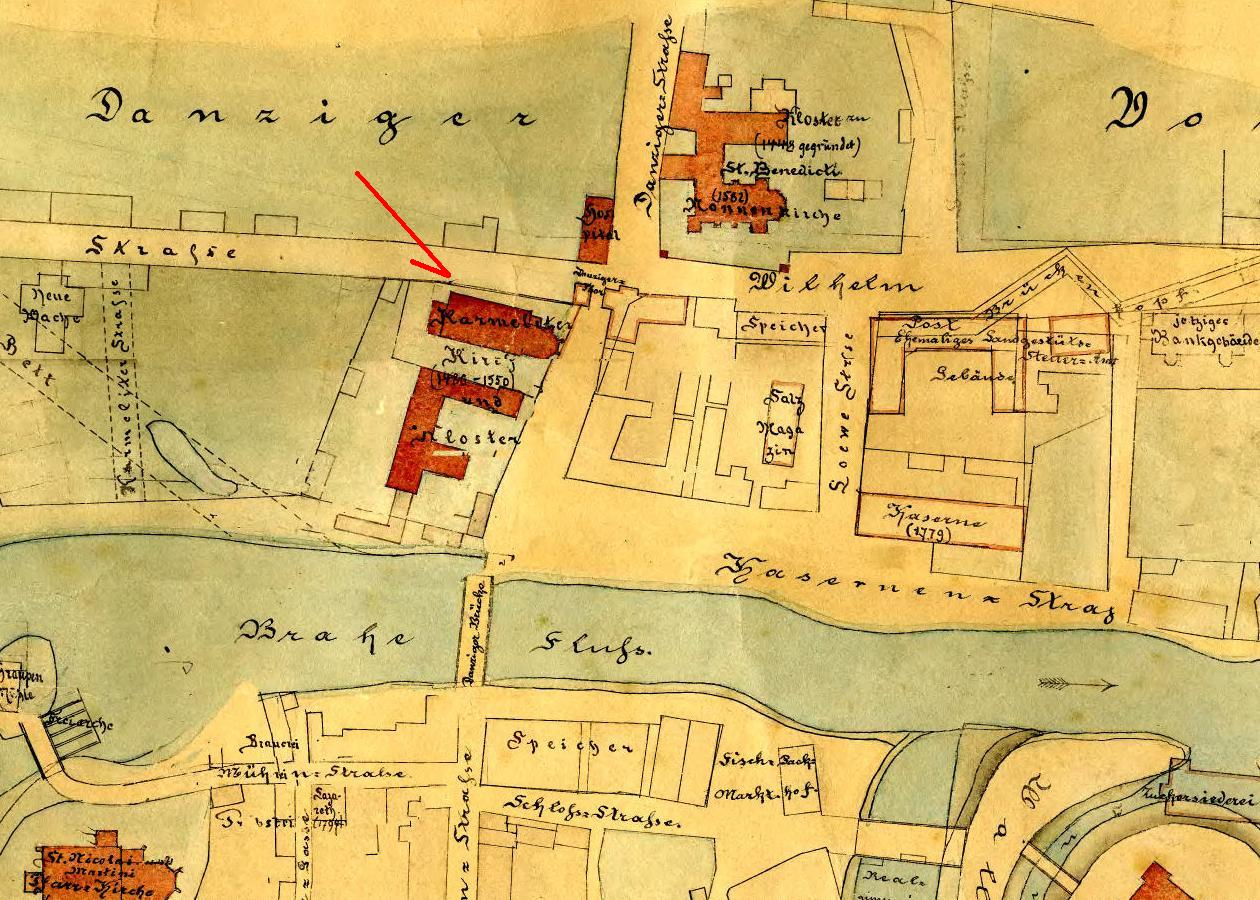
Kế hoạch của tu viện từ thế kỷ 16 đến 18 - Vẽ bởi Re Richt và Emil Gustav Schulz vào năm 1890. Nhà thờ và Tu viện của Poor Clares nằm ở đầu bản đồ.
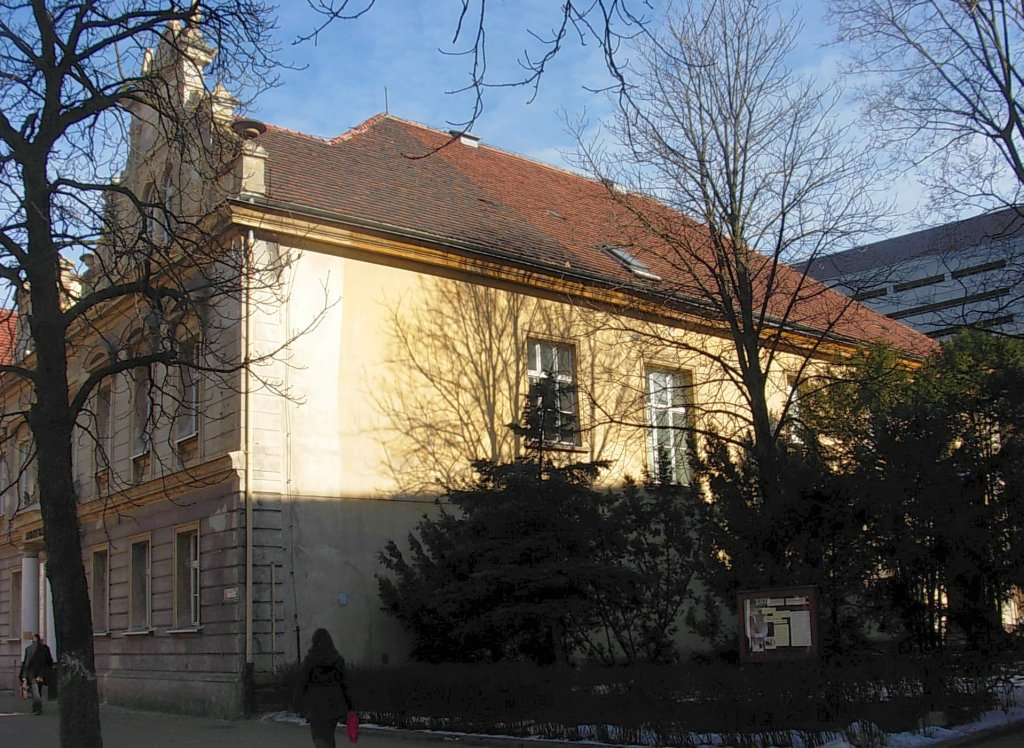
Tòa nhà tu viện cũ với mặt tiền được xây dựng lại.
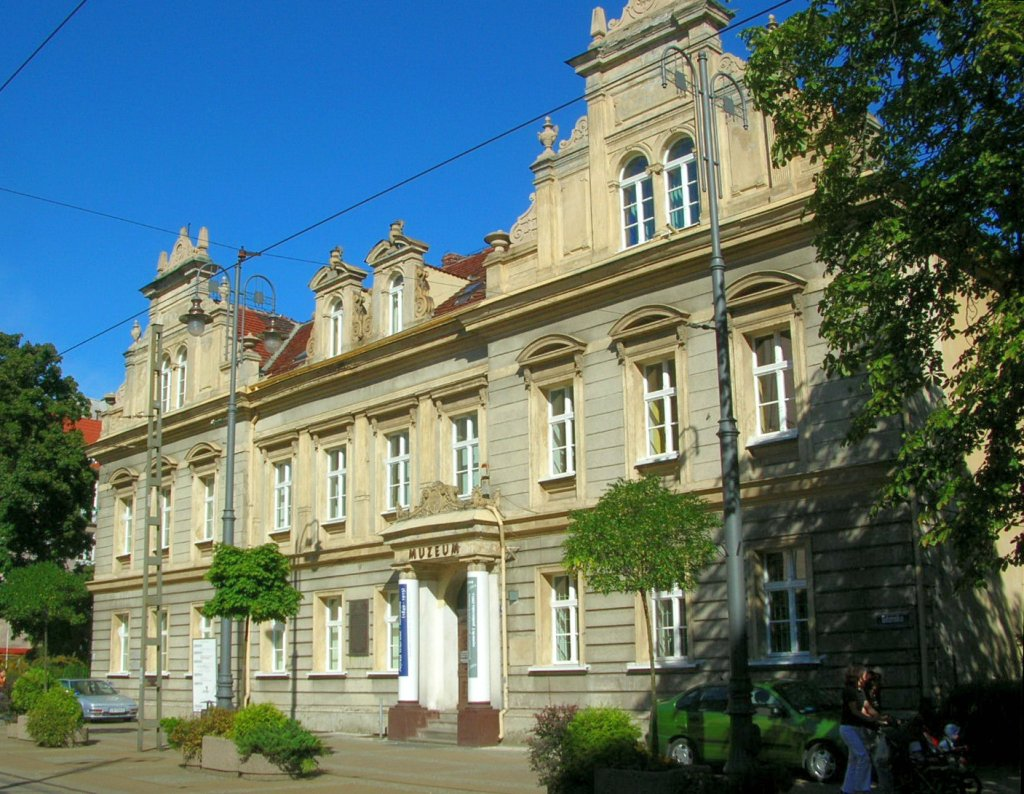
Tòa nhà Bảo tàng Quận năm 2005.
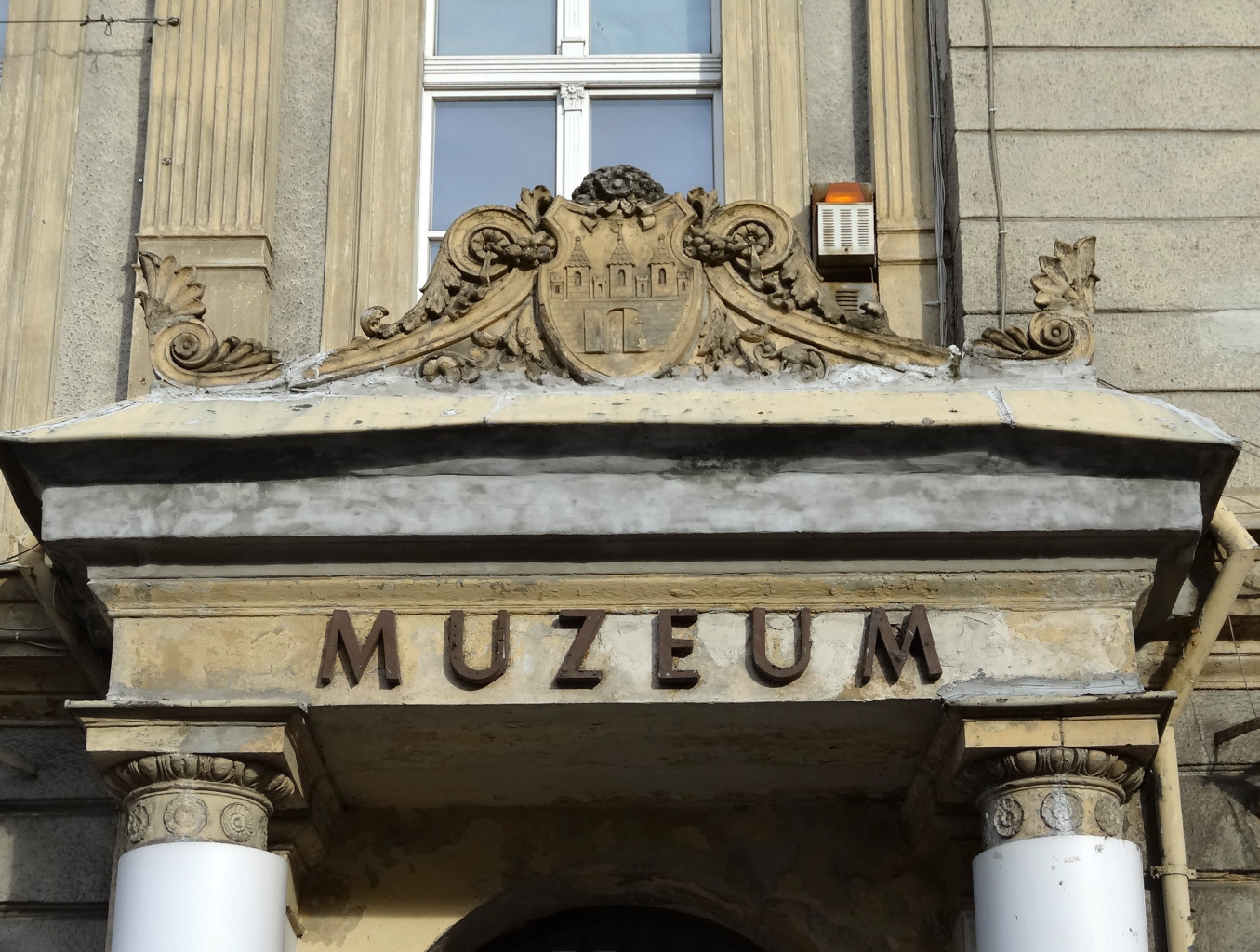
Chi tiết cổng vào, với huy hiệu Bydgoszcz
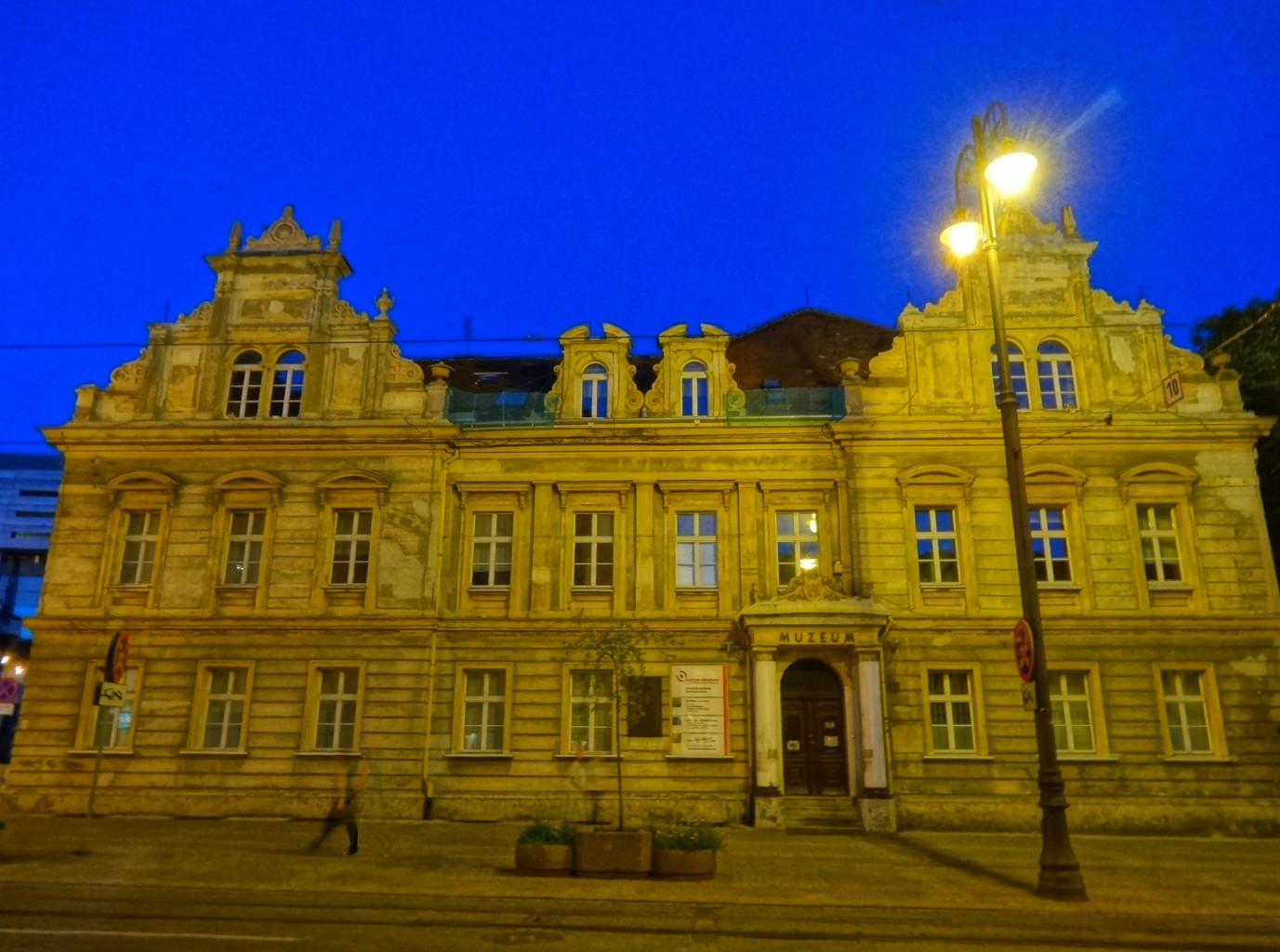
Xây dựng vào đêm tháng 07-2013
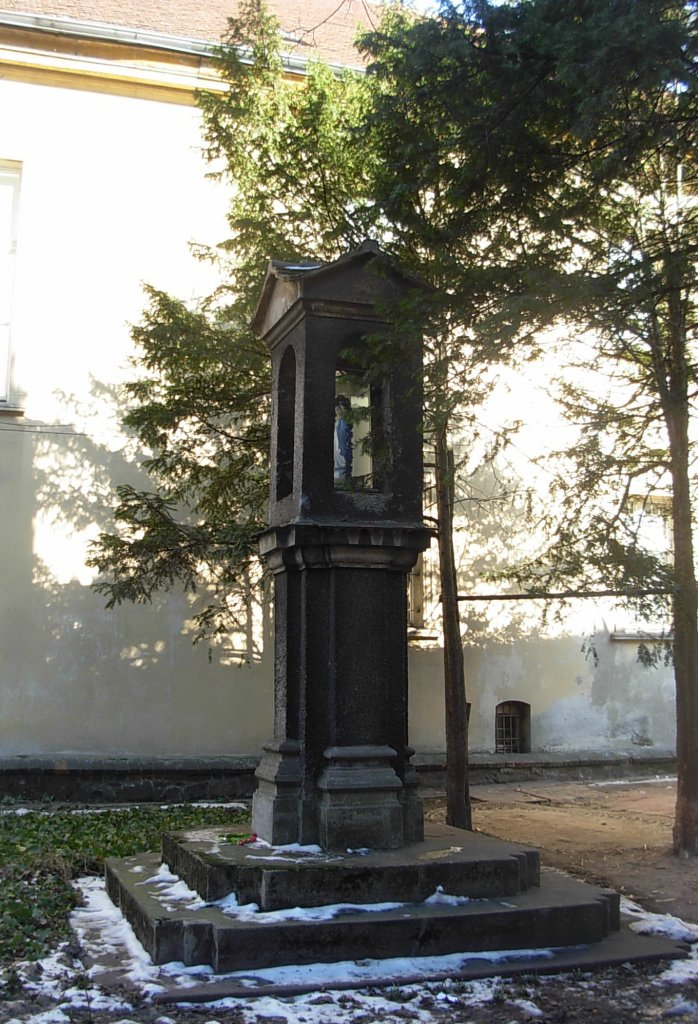
Nhà nguyện giữa Nhà thờ của Poor Clares và tu viện của Poor Clares.